# Teddy Sears
Teddy Sears (Washington, 1977. április 6. –) amerikai filmszínész.

## Élete
Edward M. Sears néven született Washingtonban. Gyermekkorát a Maryland állambeli Chevy Chase-ben töltötte. Kiváló tanuló és sportoló volt. A Virginiai Egyetemen üzleti tudományokból szerzett diplomát, aztán ráébredt valódi hivatására, és New Yorkba költözött, hogy színész lehessen. Később Los Angelesbe költözött és kisebb szerepekben szerzett ismertséget. Jelenleg (2017) Los Angelesben él, szabadidejében szörfözik és triatlon edzésekre jár. Magassága 193 cm.

## Fontosabb filmszerepei
- 24: Újratöltve (TV sorozat) Keith Mullins  (12 epizód, 2016-2017)
- The Sounding (2017) Michael
- Masters of the Sex (TV sorozat) Dr. Austin Langham  (29 epizód, 2013-2016)
- Kilenc élet (2016)  Josh Myers
- Flash – A Villám (TV sorozat 2015-2016) Jay Garrick/Zoom/ Hunter Zolomon/Flash (19 epizód, 2015-2016)
- Faux Show (TV Film 2015) Jonathan Blanchard
- Curve (2015) Christian Laughton
- Members Only (TV Film 2015) Geddy
- 666 Park Avenue (TV sorozat) Hayden Cooper (5 epizód, 2012-2013)
- Zsaruvér (TV sorozat)   Sam Croft  (2 epizód, 2011-2012)
- Drew Peterson: Untouchable (TV Film 2012) Mike Adler
- American Horror Story (TV sorozat) Patrick (4 epizód, 2011)
- Torchwood (TV sorozat) Kékszemű ember (4 epizód, 2011)
- The Defenders (TV sorozat) ADA Thomas Cole (10 epizód, 2010-2011)
- The Client List (TV Film 2010) Rex Horton
- Backyard Wedding (TV Film 2010) Evan Slauson
- Law & Order: Special Victims Unit (TV sorozat) Executive A.D.A. Garret Blaine/ Josh Sanford  (2 epizód, 2003-2010)
- Raising in the bar (TV sorozat)  Richar Patrick Woolsley (25 epizód, 2008-2009)
- A Single Man (2009) Mr. Strunk
- Os Desafinados (2008) Drake Menö New York-i
- Fugly (TV Film 2007) Blake
- I'm Paige Wilson (TV Film 2007) Lyle Trillon
- Firehouse Dog (2007) Terence Kahn
- Ugly Betty (TV sorozat) Hunter (2 epizód, 2006-2007)
- CSI: Miami helyszínelők  (TV sorozat) Peter Kinkella  (2 epizód, 2006)
- Studio 60 on the Sunset Strip (TV sorozat) Darren Wells (2 epizód, 2006)
- Cosa Bella (rövidfilm 2006) Husband
- The Legacy of Walter Frum (2005) Stephen (mint Edward Sears)
- In Between (2005) Ken
- Late Show with David Letterman (TV sorozat) Blind Justice/Batman (5 epizód, 2005)